# 鹿折唐桑站
鹿折唐桑車站（日语：／ Shishiori-karakura eki */?）是位於日本宮城縣氣仙沼市，屬於東日本旅客鐵道（JR東日本）大船渡線BRT的巴士站。本站在2020年4月前為大船渡線的鐵路車站。

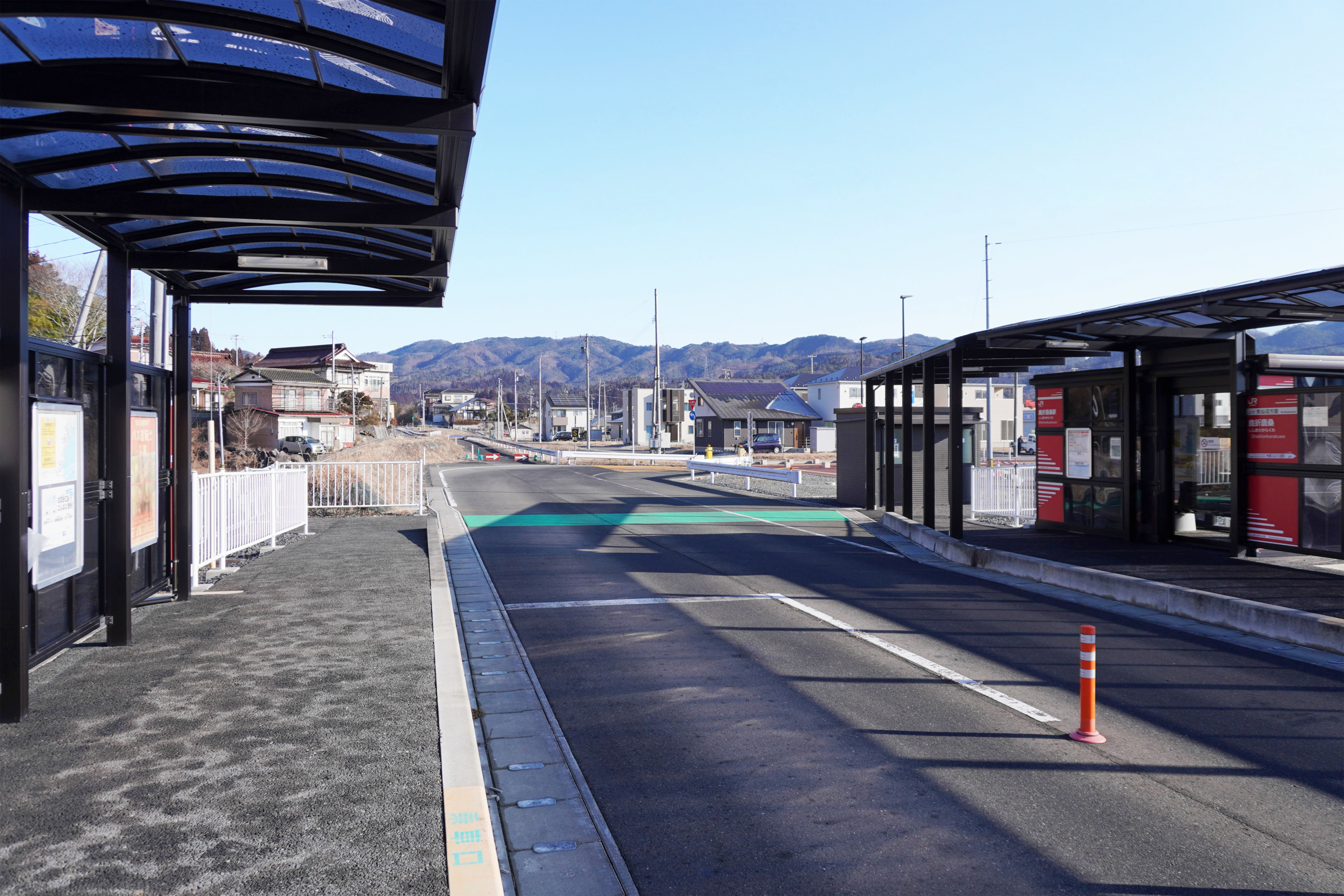
BRT專用道（2024年2月）

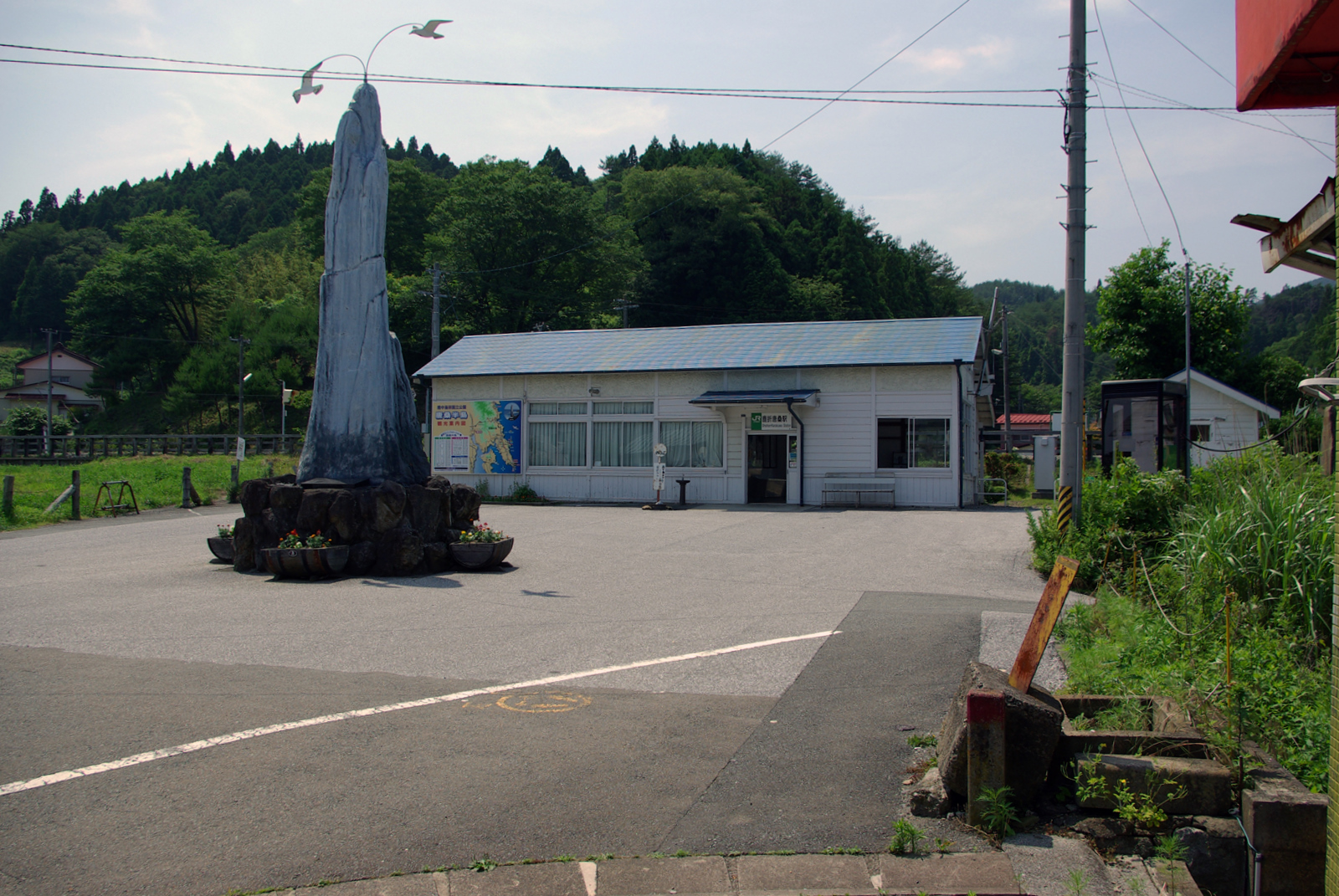
震災前的站房（2009年7月）

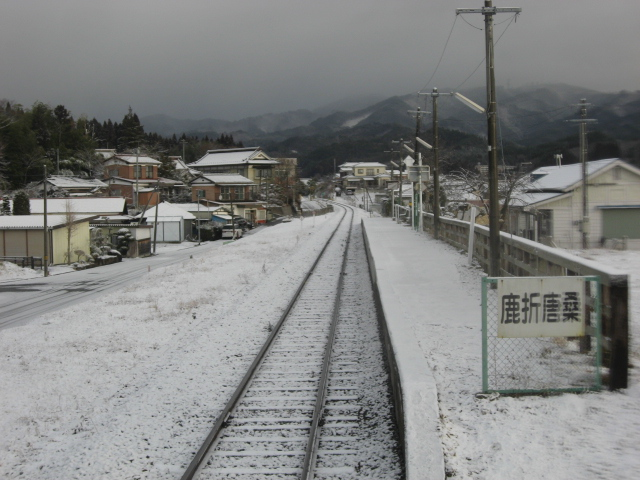
月台（2008年1月）

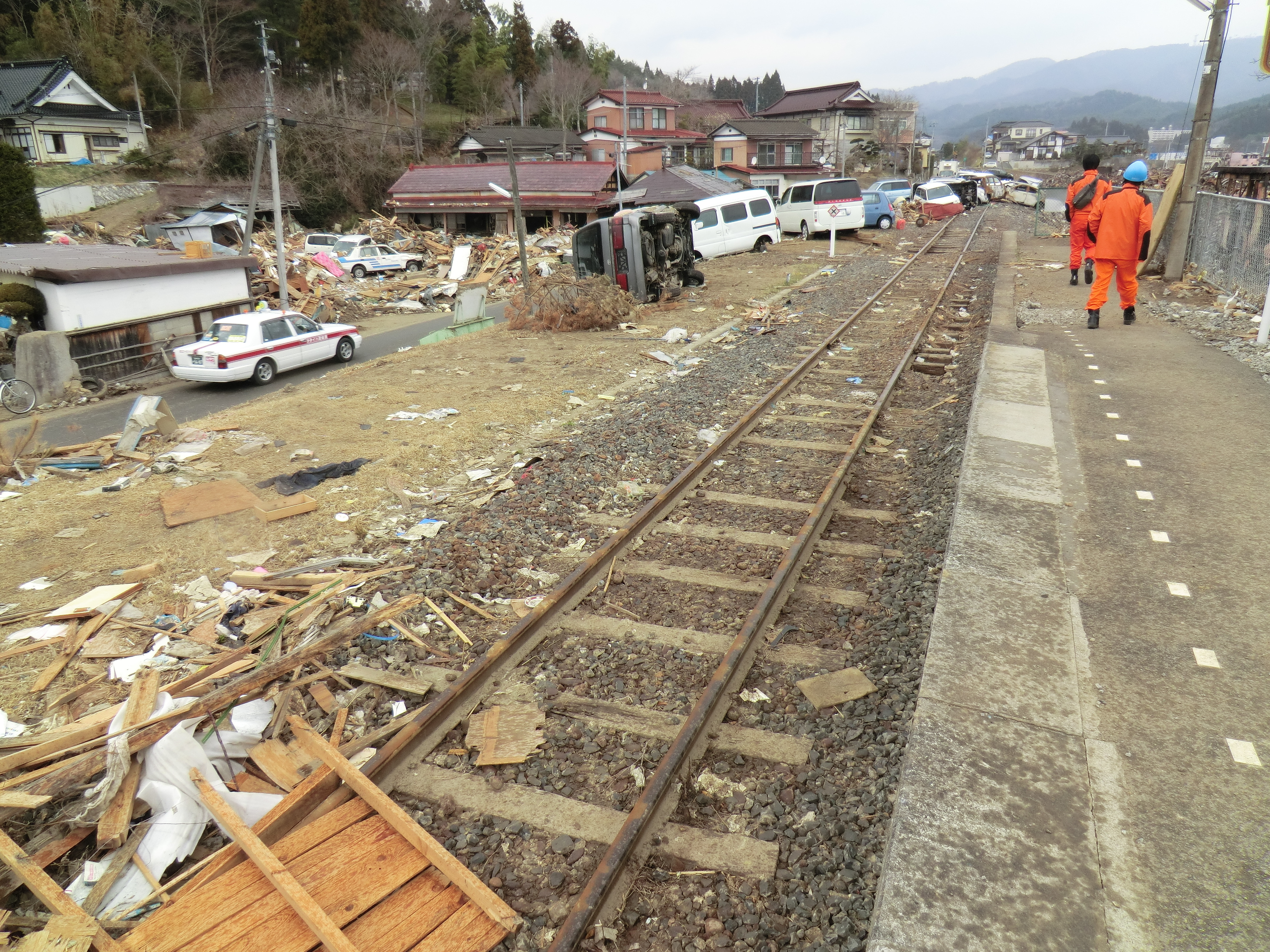
東北地方太平洋近海地震發生1個月後的月台。與上述照片是同一地點與方向拍攝

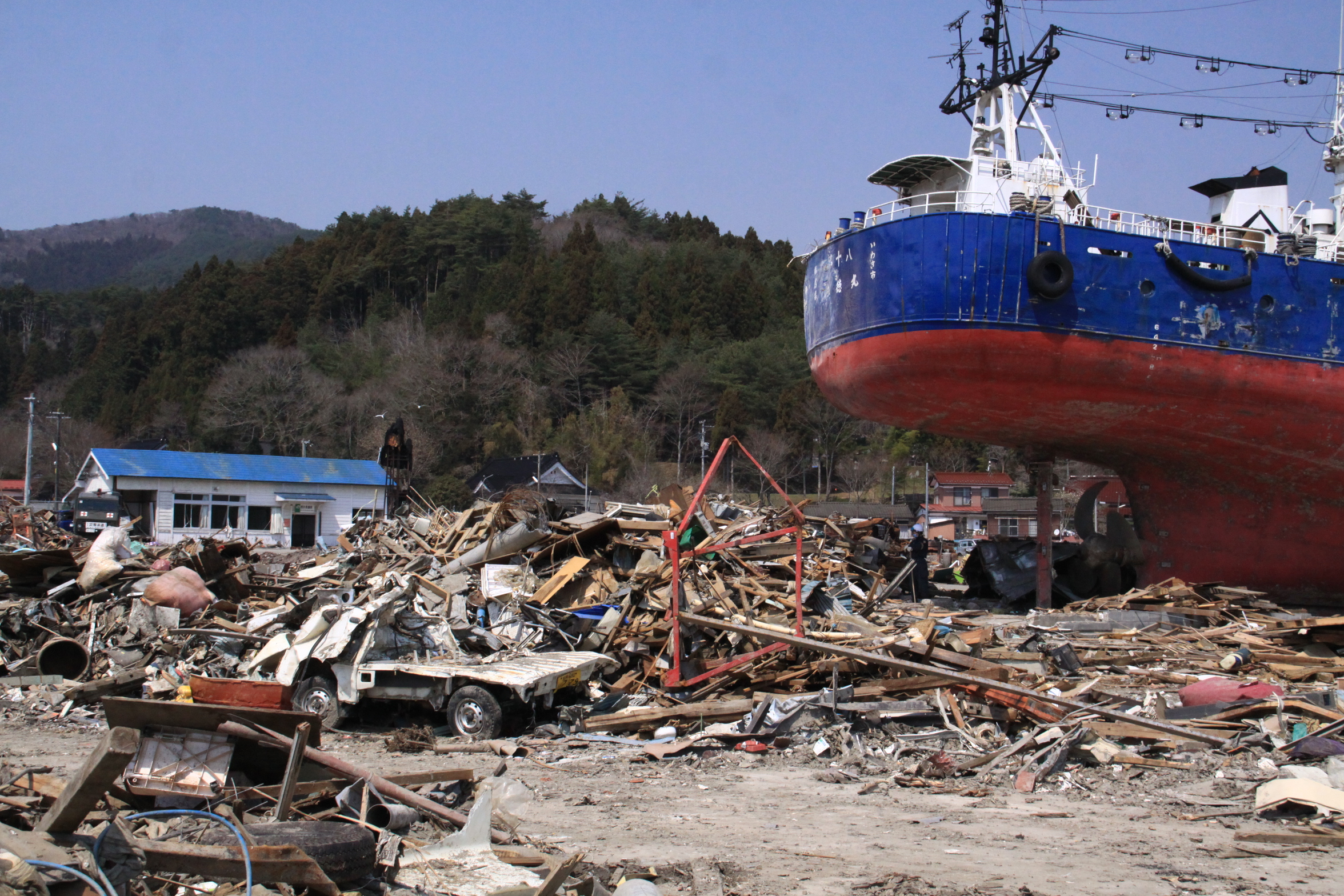
海啸袭击后的鹿折唐桑站（下左），右侧为被海啸冲击上岸的大型渔船

## 車站構造
本站在2011年3月11日的東日本大地震前是側式月台1面1線的地面車站，也是由氣仙沼站管理的無人站。災後舊月台與軌道已撤去，並整備為專用道上BRT用的站房。BRT開始運行時於縣道上的「鹿折唐桑站前」停留所相同位置，整備專用道後只限上鹿折方向的BRT於縣道上下客。

## 利用狀況
| 旅運人次變化 | 旅運人次變化 |
| 年分         | 1日平均人次  |
| ------------ | ------------ |
| 2000         | 69           |
| 2001         | 61           |
| 2002         | 72           |
| 2003         | 73           |
| 2004         | 70           |
| 2005         | 60           |
| 2006         |              |
| 2007         |              |
| 2008         |              |
| 2009         |              |

2005年，每日平均旅運量約60人次。
38°54′57.07″N 141°34′47.10″E / 38.9158528°N 141.5797500°E

## 車站週邊
- 唐桑半島
- 縣道26號氣仙沼唐桑線
- 縣道34號氣仙沼陸前高田線
- 縣道210號鹿折唐桑停車場線
- 縣道218號大島浪板線
- 氣仙沼濱町郵局
- 氣仙沼市立鹿折國民小學
- 氣仙沼市立鹿折國民中學
- 東陵高級中學
- 國立氣仙沼高級職業學校
- 氣仙沼市警察局鹿折駐在所

## 歷史
- 1932年3月19日 - 設立鹿折站。
- 1986年11月1日 - 改名為鹿折唐桑站。
- 1987年4月1日 - 日本國鐵分割民營化後成為JR東日本的車站。
- 2006年9月1日 - 由簡易委託車站改為無人車站。
- 2011年3月11日 - 被東北地方太平洋近海地震所引發的海嘯沖毀。
- 2013年3月2日 - 改建為BRT車站恢復交通。
- 2020年4月1日 - 國土交通省核准大船渡線BRT區間的鐵路事業廢止申請，本站的鐵路車站在法律上正式廢止，而純為BRT巴士站[1][2]。

## 相鄰車站
東日本旅客鐵道
■大船渡線（BRT路段：盛方向）
□快速・■普通
內灣入口（八日町）－鹿折唐桑－八幡大橋（東陵高校）
■大船渡線（BRT路段：上鹿折方向）
氣仙沼－鹿折唐桑－上鹿折
※BRT路段於鹿折唐桑－陸前高田站間與鐵路時期的途經路線不同，往上鹿折方向被視為支線。
■大船渡線（鐵道運用時）
氣仙沼－鹿折唐桑－上鹿折

## 外部連結
- （日語）鹿折唐桑車站 （JR東日本）（页面存档备份，存于）